# Aragnouet
Aragnouet  là một xã thuộc tỉnh Hautes-Pyrénées trong vùng Midi-Pyrénées tây nam nước Pháp. Khu vực này có độ cao trung bình 1000 mét trên mực nước biển.
Đường hầm Bielsa dưới núi Pyrenean nối Aragnouet và Bielsa ở Tây Ban Nha. Đường hầm được khai trương lần đầu vào năm 1976.